# Modrany
Modrany es un municipio del distrito de Komárno en la región de Nitra, Eslovaquia, con una población estimada a final del año 2024 de 1280 habitantes.
Se encuentra ubicado al suroeste de la región, cerca de los ríos Danubio y Váh, y de la frontera con Hungría.

## Demografía
| Año        | 1994 | 2004    | 2014    | 2024    |
| ---------- | ---- | ------- | ------- | ------- |
| Población  | 1408 | 1461    | 1407    | 1280    |
| Diferencia |      | +3,76 % | −3,69 % | −9,02 % |

| Año        | 2023 | 2024    |
| ---------- | ---- | ------- |
| Población  | 1282 | 1280    |
| Diferencia |      | −0,15 % |